# Vienville
Vienville település Franciaországban, Vosges megyében. Lakosainak száma 120 fő (2022. január 1.). Vienville La Chapelle-devant-Bruyères, Corcieux és La Houssière községekkel határos.

## Népesség
A település népessége az elmúlt években az alábbi módon változott:
| Lakosok száma | 128  | 129  | 125  | 124  | 124  | 125  | 122  | 120  |
|               | 2013 | 2015 | 2017 | 2018 | 2019 | 2020 | 2021 | 2022 |